# Sandro Panseri

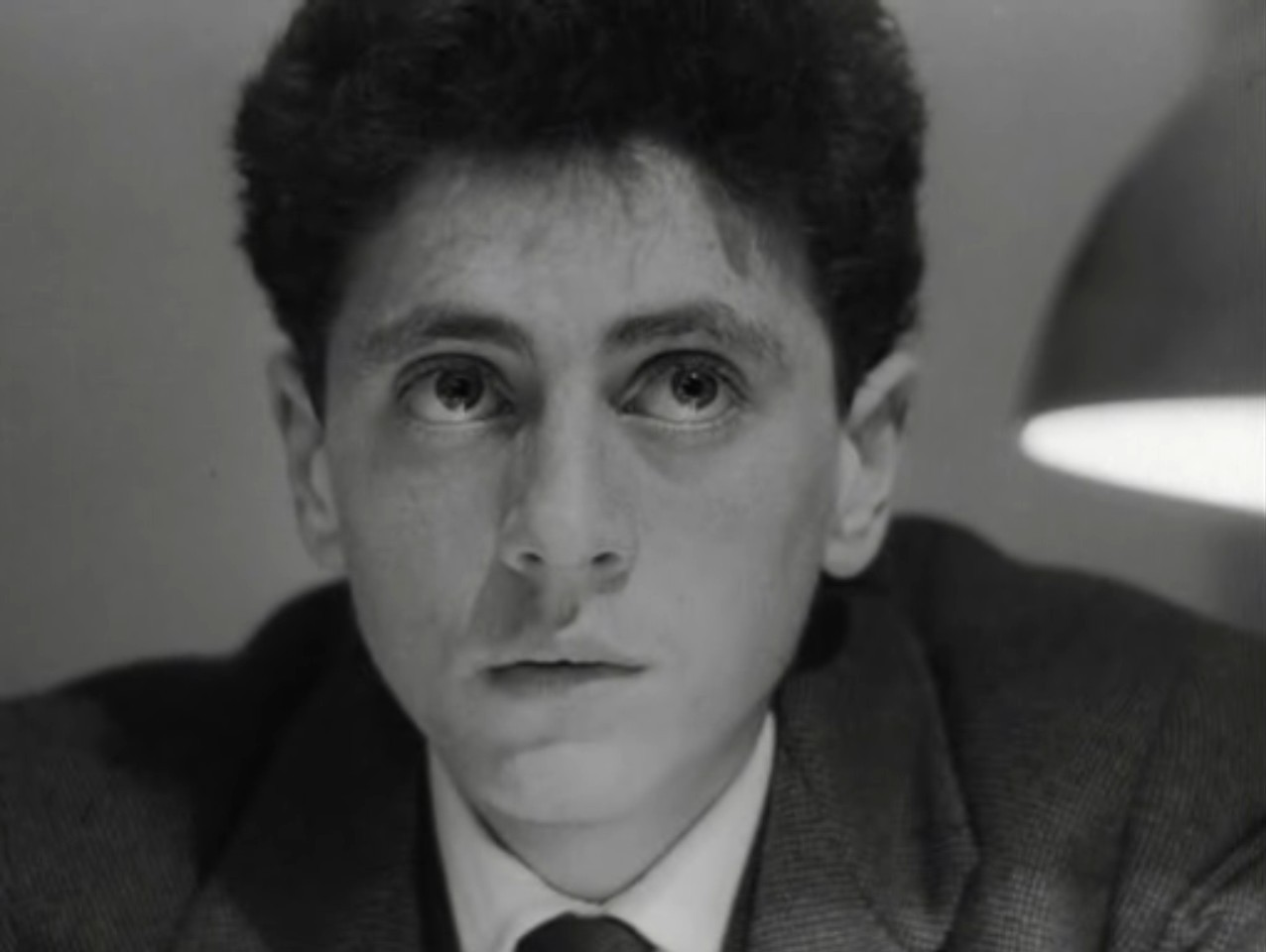
Sandro Panseri nel film Il posto

Sandro Panseri (Bergamo, 1945 – Milano, 11 aprile 2023) è stato un attore italiano.

## Biografia
Nel 1961, all'età di 15 anni, ancora studente alla terza avviamento industriale, dopo aver letto l'annuncio in cui si riferiva che il regista Ermanno Olmi stava cercando il protagonista del suo prossimo film Il posto, si presentò a Milano per sostenere il provino. Riuscì ad ottenere la parte del protagonista e il film si rivelerà un grande successo tanto da ricevere il premio della critica al Festival di Venezia.
Dopo una breve esperienza lavorativa all'Edison, ritornò al cinema nel 1962, chiamato dal regista Guido Guerrasio per il suo film Dal sabato al lunedì.
Nel 1965 apparve nel film ad episodi Made in Italy del regista Nanni Loy. Fu presente anche nel documentario Decibel.
Nella sua breve carriera ebbe anche un'esperienza in teatro nella commedia Oh papà, povero papà, la mamma ti ha appeso nell'armadio ed io mi sento tanto triste. Terminata la carriera di attore Sandro Panseri diventò direttore di supermercati.

## Vita privata
Fu sposato con Marie Claire Le Masson, con la quale ebbe tre figli e tre nipoti.

## Filmografia
- Il posto, regia di Ermanno Olmi (1961)
- Dal sabato al lunedì, regia di Guido Guerrasio (1962)
- Made in Italy, regia di Nanni Loy segmento Cittadini, stato e chiesa (1965)